# Geita (région)
La région de Geita est une région administrative de la Tanzanie. Elle a été créée en mars 2012.
Elle est bordée au nord par la région de Mwanza, notamment ses districts de Geita et Sengerema.